# Кей (лицар)

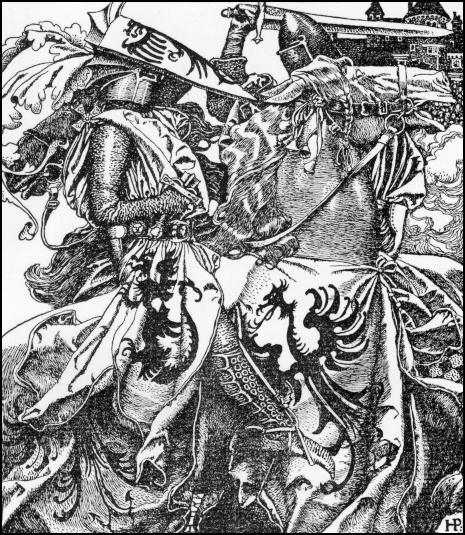
Сер Кей, худ. Говард Пайл

Сер Кей (англ. Kay, валл. Cai) — лицар Круглого столу, молочний брат короля Артура і його сенешаль. У легендах зазвичай комічний негативний персонаж, хвалько і боягуз.

## Біографія
Кей — син Ектора, старого лицаря, якому Мерлін віддав на виховання малолітнього Артура. Таким чином, вони не рідні брати, але оскільки Артура виростили як рідного, він довго про це не підозрював. Кей на кілька років старший за брата, тому Артур служив його зброєносцем (у деяких сучасних авторів, що описують дитинство Артура, — наприклад, Теренса Ввайта, — з огляду на поганий характер Кея, той ще й ображає молодшого брата). На турнірі в Лондоні у Кея зламався меч, і він послав брата знайти йому заміну. Завдяки випадку Артур приніс йому Меч з Каменя, що призначався для істинного короля Британії. Кей упізнав меч і заявив про свої права на трон. Але чарівник Мерлін влаштував йому перевірку: Кей не зміг витягнути меч повторно, а Артур — зміг. Після цього стало ясно, хто справжній король. Артур не тримав зла на брата: він пробачив його і зробив сенешалем — керуючим свого двору.
Надалі Кей з'являється як епізодичний персонаж у пригодах інших лицарів. Сам він особливих подвигів не зробив: рідко коли він вступав у бій, а якщо вступав — опинявся битим супротивником. Одного разу сер Ланселот врятував Кея від нападників-лицарів і в насмішку подарував бранців Кею, ніби той сам їх переміг. Іншого разу Кей знущався з юного сера Ґарета, придумавши йому кличку «Бомейн» (білоручка). Зрештою, зневірившись зачепити самолюбство терплячого Ґарета, Кей кинувся на нього зі зброєю і знову опинився битим.
Одна з небагатьох книг, де Кея показано у позитивному світлі, — це Мабіногіон. В історії про Кулоха й Олвен він разом з сером Ґавейном і сером Бедівером бере участь у полюванні на гігантського вепра і, як і інші лицарі, здійснює ряд подвигів. Варто, однак, зазначити, що лицар «Cai» з Мабіногіона взагалі сильно відрізняються за своїми якостями від лицаря на ім'я «Kay» з інших книг, і, ймовірно, вони злилися в одного персонажа пізніше.